# Agnaldo Leal
Agnaldo Galvão Leal (Itaporanga d'Ajuda, 27 de abril de 1903 — Aracaju, 17 de maio de 1993) foi um padre católico brasileiro, incentivador e cofundador da Escola de Serviço Social de Belo Horizonte, embrião da futura Pontifícia Universidade Católica de Minas Gerais.

## Vida e obra

### Primeiros anos: formação e presbiterado
Sergipano, padre Agnaldo era filho do maranhense Francisco Joaquim de Carvalho Leal e da sergipana de Maruím, dona Cesaltina Galvão Leal, que era filha de Raimundo Diniz de Valois Galvão.
Fez as primeiras letras em São Cristóvão, no colégio do professor Leão Magno. Aos 14 anos, ingressou no Seminário do Sagrado Coração de Jesus, em Aracaju, ordenando-se dez anos depois, em 1º de maio de 1927.
Logo depois, assumiu a vice-reitoria da instituição, e já em 1930 tornou-se reitor.

### Ida a Belo Horizonte
O arcebispo de Belo Horizonte, dom Cabral, levou-o para Belo Horizonte, como auxiliar. Na capital mineira, foi inicialmente secretário do prelado, trabalhando na Cúria Metropolitana de Belo Horizonte e morando no palácio episcopal. Assumiu a capela do colégio Santa Maria, quando teve oportunidade de travar relações com importantes famílias mineiras e notórios homens públicos, como Milton Campos, Pedro Aleixo, Oscar Dias Correia, Levindo Lopes e outros.
Nessa época, dom Cabral fundou O Diário, tendo como colaborador o padre Agnaldo, que fazia também o apostolado da inteligência, com abertura às inovações litúrgicas — como a missa do Diário, à meia-noite, para os jornalistas e operários, na capela do jornal.
Nesse período, padre Agnaldo foi nomeado, por Dom Cabral, vigário da paróquia de Santo Antônio.

### Escola de Serviço Social
Graças a seus contatos com os beneditinos, padre Agnaldo convenceu o interventor do estado, Benedito Valadares, bem como o secretário de educação, Abgar Renaut, a custear a viagem de três moças a São Paulo, para estudar serviço social. Quando elas retornaram, já formadas, ele alugou , com recursos da Legião Brasileira de Assistência, uma pequena casa, e fundou com elas, no local, a Escola de Serviço Social, embrião da futura Universidade Católica, que seria fundada por Dom Cabral e à qual se incorporaria.

### Irmãs Doroteias
Vinte e cinco anos depois, padre Agnaldo deixou a paróquia de Santo Antônio e tornou-se capelão das Irmãs Doroteias, e foi trabalhar no Inocoop Centrab, fundando cooperativas habitacionais.
Por sua luta contra a ditadura militar, padre Agnaldo recebeu, por meio da Lei 4700/1968, o título de Cidadão Honorário do Estado de Minas Gerais.